# アルベリ
株式会社アルベリは、かつて、和菓子・洋菓子の製造、並びに、販売を手掛けていた日本の企業。

## 概要
1923年に全機庵として創業し、地元では總持寺御用達の和菓子店として知られていた。1951年に有限会社全機庵製菓として法人へ改組。
法人化後は、1970年代後半には高額所得法人として名を馳せていた。バブル期にはステーキハウスを開業させたり、台湾にも出店するなどして事業を拡大し、1991年にはアルベリ服部製パンを吸収合併して現在の社名へ変更した。1991年9月期には約26億2100万円の売上があった。
しかし、積極的な投資が裏目に出てしまい、金融債務が拡大した他、1998年9月期以降の売上も10億円を割り込んだ。このためアルベリは、不動産売却や店舗統廃合や人員削減などの合理化策を実施した他、洋菓子メーカーやホテル向けのOEM製造に活路を見い出したが、これが経営破綻の引き金となった。
その後は競争激化や原材料の高騰により業績が悪化。これにとどめを刺すように、売上の40%を占めていた洋菓子メーカーが取引中止を通告。このため2016年9月期の売上は3億円を割り込み、資金繰りも悪化していき、所有する不動産も差押を受けた。
アルベリは2017年5月26日に事業を停止し、事後処理を弁護士に一任。同年7月14日に横浜地方裁判所から破産手続開始決定を受けた。
横浜市港北区師岡町にあった本社兼工場の跡地は、2018年に横浜市港北区樽町に本社がある精密部品加工会社であるコヤベ製作所が取得し、同年5月から7月にかけて解体され、コヤベ製作所の本社も2020年10月にアルベリ跡地へ移転した。
アルベリの経営破綻は、1社のみの取引に依存し、かつその取引先から取引中止を通告を受ければ経営破綻に至る恐れがあるというリスク依存型のケースといえる。
アルベリは2018年4月13日に法人格が消滅した。

## 沿革
- 1923年9月 - 全機庵として横浜市鶴見区にて創業。
- 1951年6月 - 有限会社全機庵製菓として法人へ改組。
- 1957年4月 - 洋菓子部門を設立。
- 1965年5月 - 横浜市港北区に綱島工場を新築。
- 1977年4月 - アルベリ株式会社として株式会社へ改組。
- 1991年5月 - 株式会社アルベリ服部製パンを吸収合併し、商号を株式会社アルベリへ変更。
- 1993年6月 - 駒岡工場を綱島工場へ統合。
- 2017年
  - 5月26日 - 事業を停止し、事後処理を弁護士に一任。
  - 7月14日 - 横浜地方裁判所から破産手続開始決定を受ける。
- 2018年4月13日 - 法人格消滅。

## 直営店
経営破綻時点では、横浜市港北区の本社内と、登記上の本店である横浜市鶴見区で2店舗を運営していた。